# جيف جونز (لاعب كرة قدم أسترالية)
جيف جونز (بالإنجليزية: Geoff Jones)‏ هو لاعب كرة قدم أسترالية أسترالي، ولد في 5 أبريل 1930، وتوفي في 15 فبراير 2018.

## وصلات خارجية
- جيف جونز على موقع AustralianFootball.com (الإنجليزية)
- جيف جونز على موقع AFLtables.com (الإنجليزية)